# Amphigomphus
Genre
Amphigomphus est un genre de libellules de la famille des Gomphidae (sous-ordre des Anisoptères, ordre des Odonates).

## Systématique
Le genre Amphigomphus a été créé en 1954 par l'entomologiste chinois, spécialiste des odonates, Hsiu-fu Chao (d) (1917-2001).

## Liste des espèces
Selon BioLib (24 mai 2022) :
- Amphigomphus hansoni Chao, 1954 - espèce type
- Amphigomphus nakamurai Karube, 2001
- Amphigomphus somnuki Hämäläinen, 1996